# Bonn Ellerbahnhof

Bonn Ellerbahnhof, bis 30. August 1912 Bonn-Ellerstraße, war ein von 1897/1905 bis 1979 betriebener Bahnhof der Köln-Bonner Eisenbahnen (KBE) in Bonn.

## Geschichte
Der Ellerbahnhof befand sich im Nordwesten von Bonn an der Ecke Vorgebirgsstraße/Ellerstraße. Er wurde für die schmalspurige Vorgebirgsbahn der KBE errichtet und ging 1897 in Betrieb. Ellerstraße und Ellerbahnhof wurden nach dem 1893 verstorbenen Peter Innocenz Eller, Beigeordneter der Stadt Bonn, benannt.
Die Gleise der Vorgebirgsbahn führten von Dransdorf kommend ab dem heutigen Haltepunkt Brühler Straße zum Ellerbahnhof und von dort durch die Vorgebirgsstraße und die Maxstraße bis zum Friedrichsplatz, dem heutigen Friedensplatz in der Bonner Innenstadt.
Ab 1905 führte auch die neu errichtete normalspurige Rheinuferbahn der KBE über den Ellerbahnhof. Die Trasse der Rheinuferbahn zweigte im Bahnhof Hersel von der heutigen Streckenführung ab und verlief über Buschdorf und die ehemalige KBE-Station am Bonner Nordfriedhof zum Ellerbahnhof. Zunächst wurde der Abschnitt Hersel – Ellerbahnhof nur für Güterverkehr genutzt. Ab 1906 verkehrten die Personenzüge der Rheinuferbahn bis zum Ellerbahnhof und weiter durch die Ellerstraße und die Thomastraße zum Bonner Endbahnhof der KBE (Rheinuferbahnhof) in unmittelbarer Nähe zum Bahnhof der Staatsbahn (heute Bonn Hauptbahnhof). Die Rheinuferbahn war von Beginn an elektrifiziert und weitgehend zweigleisig. Der Abschnitt zwischen Ellerbahnhof und Rheinuferbahnhof war allerdings eingleisig und verlief im Straßenverkehr. Die sehr enge Kurve zwischen Ellerbahnhof und Ellerstraße führte 1909 zu einer Zugentgleisung.
Bis 1929 wurde die Vorgebirgsbahn auf Normalspur umgebaut und elektrifiziert. Die Strecke vom Ellerbahnhof zum Friedrichsplatz wurde stillgelegt, und die Vorgebirgsbahn nutzte ab 1929 stadteinwärts die Gleise der Rheinuferbahn. 1954 endete der Personenverkehr am Ellerbahnhof aufgrund einer Verlegung der KBE-Strecken in Bonn. Der Streckenabschnitt durch die Ellerstraße wurde stillgelegt. 1969 verlor der Bahnhof die direkte Anbindung zur Rheinuferbahn in Hersel und war nur noch durch ein Gleis von der Vorgebirgsbahn aus erreichbar. 1972 verlor er zudem die Abfertigungsbefugnis für Stückgut und der Rangier- und Güterzugbetrieb wurde fortan nur noch im Frühdienst durchgeführt.
Der Ellerbahnhof war bis zum 28. Februar 1979 der Bonner Güterbahnhof der Köln-Bonner Eisenbahnen. Er verfügte über mehrere Ladegleise, Güterschuppen sowie diverse Anschlussgleise, unter anderem zur unmittelbar benachbarten Großmarkthalle.
Nach der Stilllegung 1979 wurden die Gleisanlagen des Ellerbahnhofs entfernt, einige ehemalige Lagerhallen und eine der beiden Ladestraßen blieben noch bis circa 1989 stehen. Größere Teile des Geländes wurden als Autoverwertung genutzt. Bis 1988 fand dort das jährliche Punk-Rock-Festival „Schrottkultur“ statt, das in der regionalen Punk-Szene große Bedeutung hatte. Nach 1990 wurden die Reste des Ellerbahnhofes abgerissen.
Auf dem Gelände stehen heute ein Bürogebäude, in dem sich bis April 2009 die Zentrale des Eisenbahn-Bundesamtes befand, ein Autohaus und weitere Gewerbebetriebe.